# برسية بورتوريكية
برسية بورتوريكية (الاسم العلمي:Gnaphalium portoricense) هي نوع من النباتات تتبع جنس البرسية من الفصيلة النجمية.